# Édouard VII
Pour les articles homonymes, voir Édouard du Royaume-Uni.
Édouard VII (en anglais : Edward VII), né Albert Edward le 9 novembre 1841 à Londres au palais de Buckingham où il est mort le 6 mai 1910, est roi du Royaume-Uni et des dominions (Canada, Australie, Nouvelle-Zélande, Terre-Neuve) ainsi qu'empereur des Indes du 22 janvier 1901 jusqu'à sa mort.
Fils de la reine Victoria, Albert-Édouard resta l'héritier de la Couronne britannique et porta le titre de prince de Galles pendant près de 60 ans. Durant le long règne de sa mère, il fut largement mis à l'écart des questions politiques et personnifia la riche élite aristocratique britannique.
L'époque édouardienne coïncida avec le début du XXe siècle et connut d'importants changements technologiques et sociaux. Édouard VII joua un rôle important dans la modernisation de la Home Fleet, la réforme des services médicaux militaires et la réorganisation de l'Armée de terre britannique après la seconde guerre des Boers. Il développa de bonnes relations entre le Royaume-Uni et les autres pays européens, en particulier la France, et reçut pour cela le surnom populaire de Peacemaker (« Pacificateur »).

## Jeunesse et formation

### Naissance et éducation

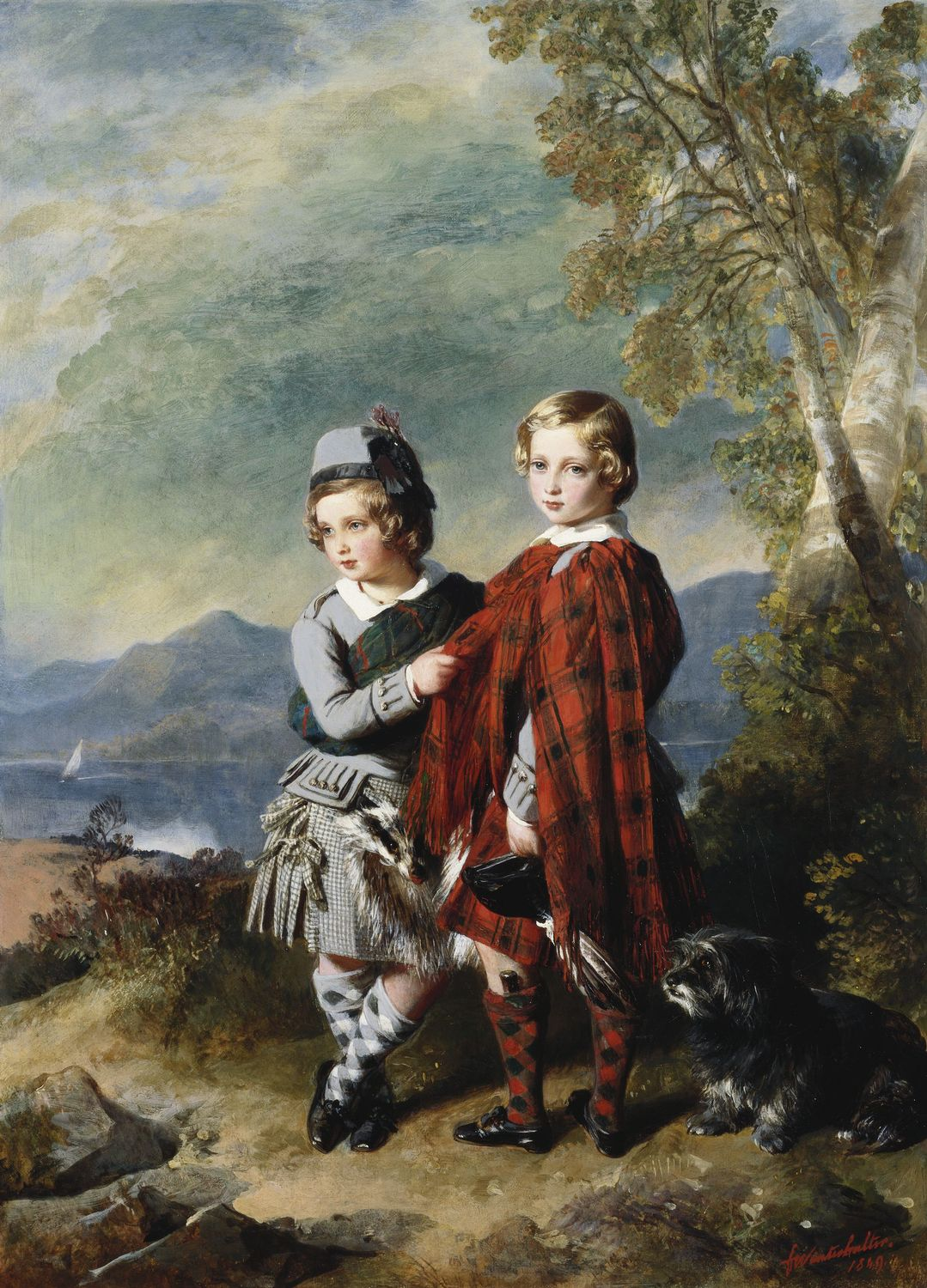
Le prince Albert de Galles et son frère le prince Alfred, par Franz Xaver Winterhalter, 1849.

Albert-Édouard de Galles est né à 10 h 48 le matin du 9 novembre 1841 au palais de Buckingham. Il était le deuxième enfant et le premier fils de la reine Victoria et du prince Albert de Saxe-Cobourg-Gotha. Il fut baptisé Albert Edward en hommage à son père (dont sa mère était follement éprise) et à son grand-père maternel Édouard-Auguste de Kent dans la chapelle Saint-Georges du château de Windsor le 25 janvier 1842. Il fut surnommé « Bertie » par sa famille tout au long de sa vie.
En tant que fils aîné du souverain britannique, il devint automatiquement duc de Rothesay et de Cornouailles à sa naissance. Il reçut des titres de prince de Saxe-Cobourg et Gotha et de duc de Saxe provenant de son père. La reine Victoria le fit prince de Galles et comte de Chester dès le 8 décembre 1841. Il fut également fait comte de Dublin le 17 janvier 1850, chevalier de la Jarretière pour son 17e anniversaire le 9 novembre 1858 et chevalier du Chardon le 24 mai 1867. Son oncle n'ayant pas d'enfant, il renonça en 1863 à ses droits au trône de Saxe-Cobourg et Gotha en faveur de son frère cadet, le prince Alfred. La reine Victoria et le prince Albert souhaitaient que leur fils aîné reçoive une éducation devant lui permettre de devenir un monarque constitutionnel exemplaire. À l'âge de sept ans, « Bertie » entama un programme d'éducation rigoureux conçu par le prince Albert avec plusieurs tuteurs. À la différence de sa sœur aînée, Victoria, Édouard n'excellait pas particulièrement dans ses études. Il essaya sans résultat de satisfaire les attentes de ses parents. Édouard n'était pas un étudiant très assidu mais il se rattrapait par son charme, sa sociabilité et son tact ; le Premier ministre britannique Benjamin Disraeli le décrivit comme averti, intelligent et bien élevé.
Après un voyage pédagogique à Rome dans les premiers mois de l'année 1859, il passa l'été à étudier à l'université d'Édimbourg sous le tutorat, entre autres, de Lyon Playfair. En octobre, il s'inscrivit au collège de Christ Church de l'université d'Oxford. Libéré du carcan éducatif de ses parents, il commença à apprécier les études pour la première fois et obtint son diplôme de manière satisfaisante.

### Premiers voyages et études

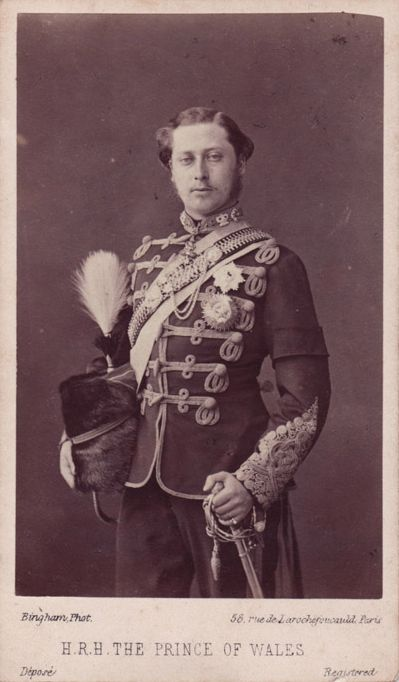
Édouard portant l'uniforme du 10e régiment de hussards vers 1860.

En 1860, Édouard, âgé de 18 ans, entreprit le premier voyage d'un héritier de la Couronne britannique en Amérique du Nord. Sa bonne humeur et sa bonhomie firent de cette visite un grand succès. Il inaugura le pont Victoria de Montréal et posa la première pierre du Parlement canadien. Il assista à la traversée des chutes du Niagara par le funambule Charles Blondin et resta pendant trois jours à la Maison-Blanche avec le président James Buchanan ; ce dernier l'accompagna à Mount Vernon sur la tombe de George Washington. Édouard fut accueilli par de larges foules à chacun de ses déplacements. Il rencontra également les écrivains Henry Longfellow, Ralph Waldo Emerson et Oliver Wendell Holmes. Des prières pour la famille royale britannique furent lues dans la Trinity Church de New York pour la première fois depuis 1776. Le voyage de quatre mois au Canada et aux États-Unis renforça considérablement l'assurance d'Édouard et il apporta de nombreux gains diplomatiques au Royaume-Uni.
À son retour, Édouard espérait poursuivre une carrière dans l'Armée de terre britannique, mais cela fut refusé car il était l'héritier au trône. Ses grades militaires furent donc purement honorifiques. En 1861, Édouard entra au Trinity College de l'université de Cambridge où il apprit l'histoire avec Charles Kingsley. Édouard était passionné par ses cours et il obtint ses meilleurs résultats académiques avec lui. En septembre de la même année, "Bertie" fut envoyé en Allemagne, prétendument pour assister à des manœuvres militaires, mais en réalité pour rencontrer la princesse Alexandra de Danemark, la fille aînée du prince Christian de Danemark et de la reine née Louise de Hesse-Cassel. La reine Victoria et le prince Albert avaient déjà décidé qu'Édouard et Alexandra devaient se marier. Ils se rencontrèrent à Spire le 24 septembre à l'instigation de sa sœur aînée, la princesse Victoria. Cette dernière, suivant les instructions de sa mère, avait rencontré la princesse Alexandra à Neustrelitz en juin ; la jeune princesse danoise lui avait fait une très bonne impression. Édouard et Alexandra s'apprécièrent dès le premier rendez-vous, et les préparatifs du mariage commencèrent.
Le prince de Galles gagna à cette époque une réputation de séducteur qui ne le quitta plus. Déterminé à obtenir une expérience militaire, Édouard assista à des manœuvres militaires en Irlande et pour le déniaiser, ses collègues officiers dissimulèrent l'actrice irlandaise Nellie Clifden dans sa tente. Choqué par la nouvelle et malgré sa maladie, le prince Albert rendit visite à Édouard à Cambridge pour le réprimander. Albert succomba de la fièvre typhoïde en décembre 1861, deux semaines après la rencontre. La reine Victoria, inconsolable, porta des vêtements de deuil jusqu'à sa mort et blâma Édouard pour la mort de son père. Elle considérait avec appréhension son successeur qu'elle qualifiait de frivole, indiscret et irresponsable et écrivit à sa fille aînée, la Kronprinzessin Victoria : « je ne pourrai jamais le regarder sans un frisson ».

### Mariage

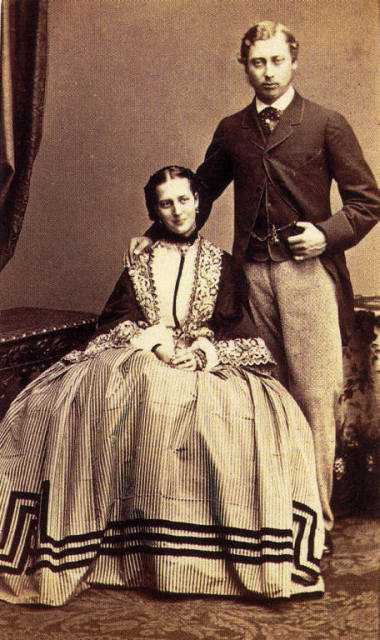
Édouard et Alexandra en 1862.

Une fois veuve, la reine Victoria se retira de la vie publique. Peu après la mort du prince Albert, elle organisa un coûteux voyage au Moyen-Orient pour Édouard qui visita l'Égypte, Jérusalem, Damas, Beyrouth et Constantinople. À son retour, il se fiança le 9 septembre 1862 avec la princesse Alexandra au palais de Laeken en Belgique en présence de son grand-oncle le roi des Belges Léopold Ier. "Bertie" et Alexandra se marièrent dans la chapelle Saint-Georges le 10 mars 1863 ; ils avaient respectivement 21 et 18 ans. La reine Victoria était partagée sur l'opportunité de ce mariage étant donné le climat politique.
Le mariage de l'héritier du trône britannique fut critiqué dans certains cercles car la plupart des relations de la reine Victoria étaient allemandes, et le Danemark était à couteaux tirés avec la Confédération germanique au sujet des duchés de Schleswig et de Holstein. Lorsque le père d'Alexandra hérita du trône danois en novembre 1863, il voulut annexer les deux duchés dont une grande partie de la population était de langue allemande. La Prusse réagit immédiatement. Alliée à l'Autriche, elle déclara la guerre au Danemark qui succomba rapidement face à d'aussi puissants adversaires. La Prusse et l'Autriche se partagèrent les deux duchés.
La princesse de Galles et sa sœur Dagmar qui, entretemps, avait épousé le futur tsar Alexandre III de Russie, n'oublièrent pas l'humiliation que la Prusse avait imposée à leur petite patrie et transmirent leur germanophobie à leur entourage , notamment à leurs fils. Édouard et son épouse choisirent Marlborough House comme résidence londonienne et Sandringham House dans le comté de Norfolk comme maison de campagne. Après le mariage des jeunes gens, la reine s'inquiéta du mode de vie « extravagant » de son fils et de sa belle-fille et tenta de les influencer sur de nombreux sujets, jusqu'aux noms de leurs enfants.
Édouard eut des maîtresses tout au long de sa vie. Il fréquenta l'actrice Lillie Langtry, Lady Randolph Churchill (la mère de Winston Churchill), la mondaine Daisy Greville, l'actrice Sarah Bernhardt, Lady Susan Vane-Tempest, la chanteuse Hortense Schneider, la riche humanitaire Agnes Keyser (en) . Les historiens présument que le futur Édouard VII eut au moins 55 liaisons mais son niveau d'implication dans ces relations est inconnu. Édouard faisait tout son possible pour être discret mais cela n'empêcha pas les ragots dans la haute société et les rumeurs médiatiques. Il ne reconnut aucun enfant illégitime. Il semble qu'Alexandra ait été au courant de la plupart de ses aventures et qu'elle ait fait le choix de les accepter.
En 1869, Charles Mordaunt, un député, menaça d'accuser Édouard d'adultère dans le cadre de son divorce d'avec son épouse Harriet. Il ne mit pas sa menace à exécution mais Édouard fut appelé en tant que témoin au début de l'année 1870. Il fut démontré qu'Édouard s'était rendu à la résidence de Charles pendant que ce dernier était à la chasse ou à la Chambre des communes. Même si aucune relation ne fut établie et qu'Édouard nia les accusations d'adultère, celles-ci se révélèrent dommageables,.
En 1910, un aventurier installé à Brooklyn, John De Guelph, affirmait être le fils aîné d’Édouard, né en 1861 d'un prétendu mariage secret du prince avec une Irlandaise.

## Voyages et vie publique

### Engagements officiels publics
Durant le veuvage de la reine Victoria, Édouard développa le concept d'apparitions publiques royales comme elles existent aujourd'hui en inaugurant par exemple les digues de la Tamise en 1871, le tunnel de Mersey en 1886 et Tower Bridge en 1894. De même, il emprunte le chemin de fer du Mont-Cenis en mai 1869, alors la plus haute ligne ferroviaire jamais construite et dont la prouesse d'ingénierie lui fera dire : « Il me semble que c'est le chemin de fer le plus sûr ! »,. Sa mère ne lui permit cependant pas d'avoir un rôle actif dans la gestion du pays avant 1898,. Il recevait des résumés des documents gouvernementaux importants mais elle refusait de lui donner accès aux originaux. Il embarrassa sa mère en prenant le parti du Danemark en 1864 dans la question du Schleswig-Holstein alors qu'elle était pro-allemande, et en rencontrant Giuseppe Garibaldi la même année. Le Premier ministre libéral William Ewart Gladstone lui transmit néanmoins certains de ses documents.

### Pendant les années 1870

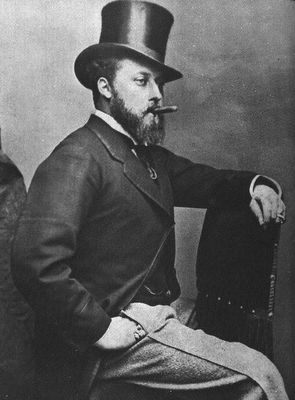
Édouard de Galles dans les années 1880.

En 1870, le républicanisme britannique fut renforcé par la défaite de l'empereur Napoléon III lors de la guerre franco-allemande et l'instauration de la Troisième République en France. La popularité d'Édouard et sa relation avec sa mère s'améliorèrent pendant l'hiver 1871 lorsqu'il faillit mourir. Alors qu'il résidait à Londesborough Lodge près de Scarborough, Édouard contracta la fièvre typhoïde, la maladie qui aurait tué son père. Tout le pays s'inquiéta d'autant plus que l'un de ses invités, George Stanhope, en était mort. La convalescence d'Édouard fut accueillie par un soulagement presque universel et Arthur Sullivan composa le Festival Te Deum (en). Édouard cultivait son amitié avec des hommes politiques de tous les partis dont des républicains, et cela dissipa en grande partie tous les sentiments résiduels contre lui. En 1886, le secrétaire d'État des Affaires étrangères, Archibald Primrose, lui transmit des dépêches du ministère et à partir de 1892, il reçut l'accès à certains documents du Cabinet.
En 1875, Édouard entama un long voyage de huit mois en Inde, accompagné — entre autres — par Eugène Goblet d'Alviella. Ses conseillers remarquèrent son habitude de traiter tous ses interlocuteurs de la même manière quelles que soient leur classe sociale ou leur couleur de peau. Dans une lettre, il se plaignit du traitement des Indiens par les officiels britanniques : « Même si un homme a le visage noir et une religion différente de la nôtre, il n'y a aucune raison de le traiter comme un sauvage ». À la fin de ce voyage, le Parlement offrit à sa mère le titre d'impératrice des Indes, en particulier du fait du succès de la visite.

### Passions sportives et culturelles
Édouard était un mécène des arts et des sciences, et il aida à créer le Royal College of Music qu'il inaugura en 1883. Il aimait également les paris et était un chasseur enthousiaste. Il ordonna que toutes les horloges de Sandringham House soient en avance d'une demi-heure afin d'avoir plus de temps pour chasser. Cette soi-disant tradition de l'heure de Sandringham continua jusqu'en 1936, lorsqu'elle fut abolie par Édouard VIII. Il fit également construire un parcours de golf au château de Windsor. Dans les années 1870, le futur roi devint un passionné de sports hippiques. En 1896, son cheval Persimmon remporta le derby d'Epsom et le St. Leger Stakes. En 1900, le frère de Persimmon, Diamond Jubilee, remporta cinq courses (Epsom, St. Leger, 2000 guinées Stakes, Newmarket Stakes et Eclipse Stakes) et un autre des chevaux d'Édouard, Ambush II, arriva en tête du Grand National.

### Icône de mode et de style
Il était considéré dans le monde entier comme une référence pour la mode masculine,. Il popularisa le tweed, le chapeau Homburg et les vestes Norfolk (en) ainsi que le port du smoking en remplacement de la queue-de-pie pendant les soirées. Il lança également la mode du repassage des pantalons pour que les plis soient sur l'avant et l'arrière plutôt que sur les côtés et on considère qu'il introduisit également le col haut et retourné. Perfectionniste au sujet de l'habillement, il aurait admonesté le Premier ministre Lord Salisbury car il portait le pantalon de la fraternité de la Trinity House avec un veston de conseiller privé. Préoccupé par une crise internationale, le Premier ministre répondit qu'il avait eu un matin terne et que « [son] esprit devait être occupé par un quelconque sujet de moindre importance ». La mode masculine de ne pas boutonner le dernier bouton de sa veste de costume proviendrait d'Édouard qui aurait pris cette habitude en raison de son embonpoint ; son tour de taille était en effet de 122 cm peu avant son couronnement,. Il introduisit la pratique du repas du dimanche composé de rosbif, de pommes de terre au four, de sauce au raifort et de yorkshire pudding, et ce menu reste encore un plat populaire au Royaume-Uni. Il n'était pas un gros buveur, même s'il consommait du champagne et occasionnellement du porto.

### Pendant les années 1890

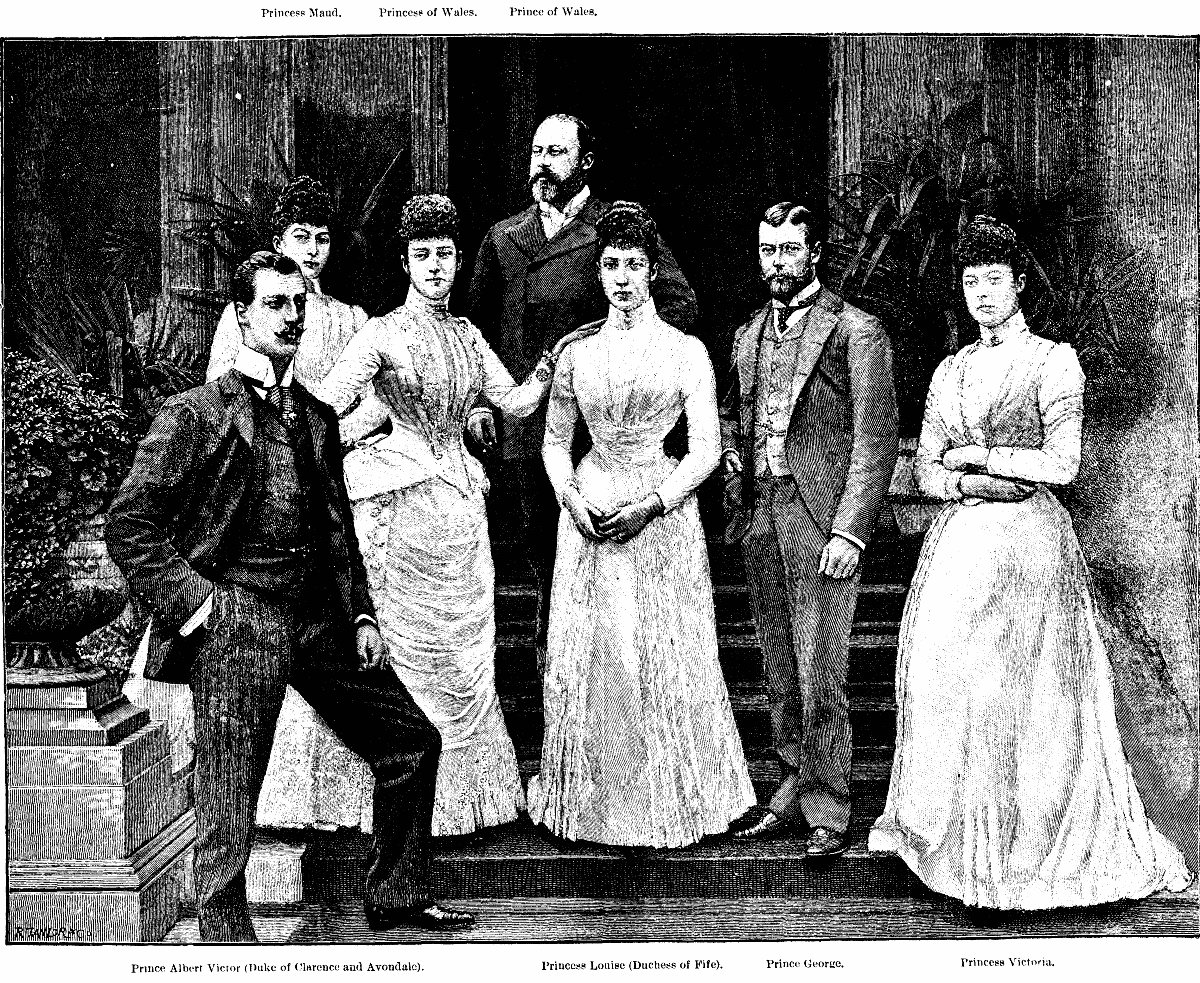
La famille du prince de Galles, de gauche à droite : Albert Victor, Maud, Alexandra, Édouard, Louise, George et Victoria. Gravure de 1891 d'après une photographie de 1889.

En 1891, Édouard fut impliqué dans le scandale du baccara royal lorsqu'il fut révélé qu'il avait joué une partie illégale en misant de l'argent l'année précédente. Le prince fut obligé d'apparaître comme témoin devant le tribunal lorsqu'un des participants porta plainte pour diffamation contre les autres joueurs après qu’ils l'eurent accusé d'avoir triché. La même année, Lord Charles Beresford (en) menaça de révéler à la presse des détails de la vie privée du prince de Galles en représailles des interférences d'Édouard dans sa relation avec Daisy Greville. L'amitié entre les deux hommes fut irrémédiablement endommagée et l'amertume ne disparut jamais. Les colères d'Édouard étaient habituellement de courte durée et « après s'être laissé aller… [il] apaisait les choses en étant particulièrement aimable ».
À la fin de l'année 1891, le fils aîné d'Édouard, Albert Victor, se fiança à la princesse Victoria Mary de Teck. Il mourut cependant d'une pneumonie quelques semaines plus tard en janvier 1892. Édouard était ravagé par le chagrin et il écrivit, « perdre notre fils aîné est l'un de ces désastres que l'on ne surmonte jamais complètement ». Il dit à sa mère, « j'aurais donné ma vie pour lui car je n'accorde aucune valeur à la mienne ». Albert Victor était le second enfant d'Édouard à mourir. En 1871, son fils cadet, John, était mort seulement 24 heures après sa naissance. Édouard avait insisté pour mettre personnellement John dans son cercueil malgré « les larmes coulant sur ses joues ».

### Tentative d'assassinat

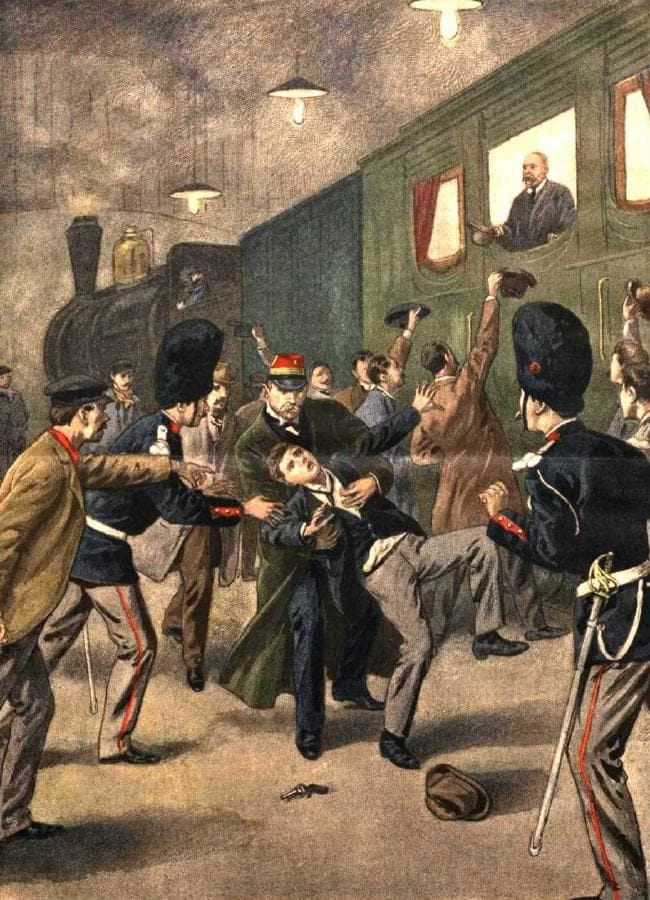
L'attaque contre le prince de Galles à Bruxelles par Sipido (couverture du Le Petit Journal du 22 avril 1900).

Au cours de son voyage de retour du Danemark par la Belgique le 4 avril 1900, Édouard échappa à une tentative d'assassinat quand Jean-Baptiste Sipido tira à deux reprises sur la fenêtre de son wagon de train pour protester contre la seconde guerre des Boers. Sipido fut arrêté puis acquitté par un tribunal belge, avant de s'enfuir en France. Cela associé avec le dégoût britannique concernant les accusations d'exactions dans l'État indépendant du Congo ternit les relations déjà mauvaises entre les deux pays. L'affabilité et la popularité d'Édouard ainsi que ses connexions familiales lui permirent néanmoins de mettre un terme au splendide isolement du Royaume-Uni et de former des alliances avec des pays européens dans les dix années qui suivirent.

## Roi du Royaume-Uni

### Accession au trône et couronnement

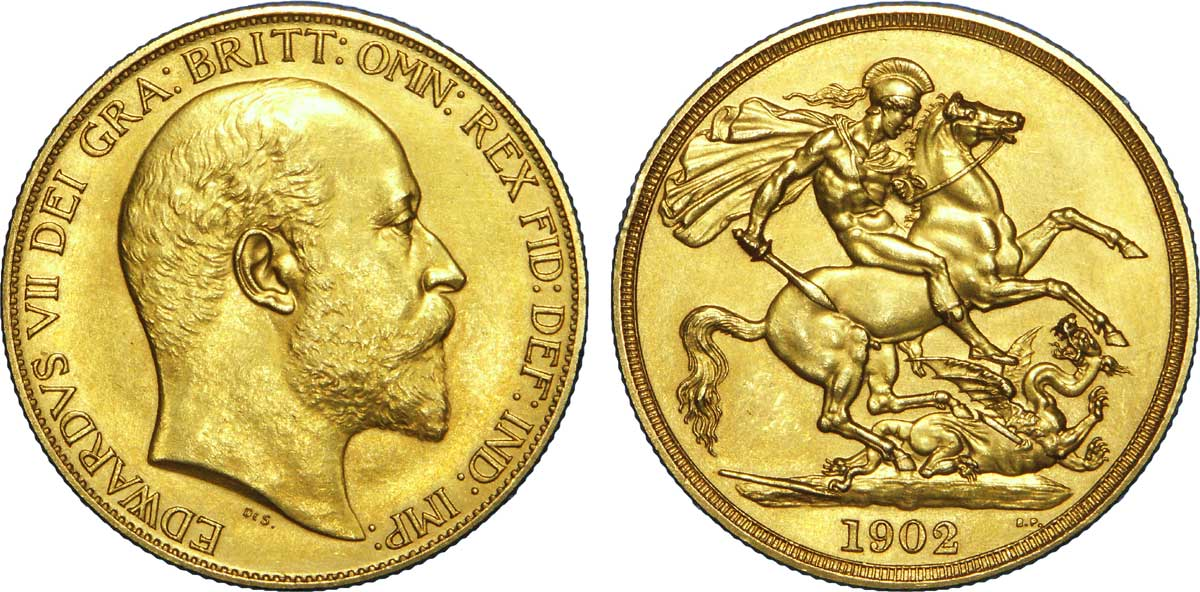
Deux livres à l'effigie d'Édouard VII.

Lorsque la reine Victoria mourut le 22 janvier 1901, Albert devint roi du Royaume-Uni et des pays membres de l'Empire ayant le statut de dominions (Canada et Australie), ainsi qu'empereur des Indes. Il choisit de régner sous le nom d'Édouard VII plutôt qu'Albert-Édouard Ier comme le souhaitait sa mère, pour ne pas « sous-évaluer le nom d'Albert » porté par son père et généralement utilisé seul dans l'aristocratie. Albert-Édouard accède au trône à l'âge tardif de 59 ans, un record d'attente du trône aujourd'hui détenu par son arrière-arrière petit-fils, le roi Charles III, qui fut l'héritier de la couronne de sa mère pendant 70 ans, 7 mois et 2 jours. John Boynton Priestley écrivit : « je n'étais qu'un enfant quand il succéda à Victoria en 1901 mais je peux témoigner de son extraordinaire popularité. Il était le roi le plus populaire que l'Angleterre ait connu depuis le début des années 1660 ».

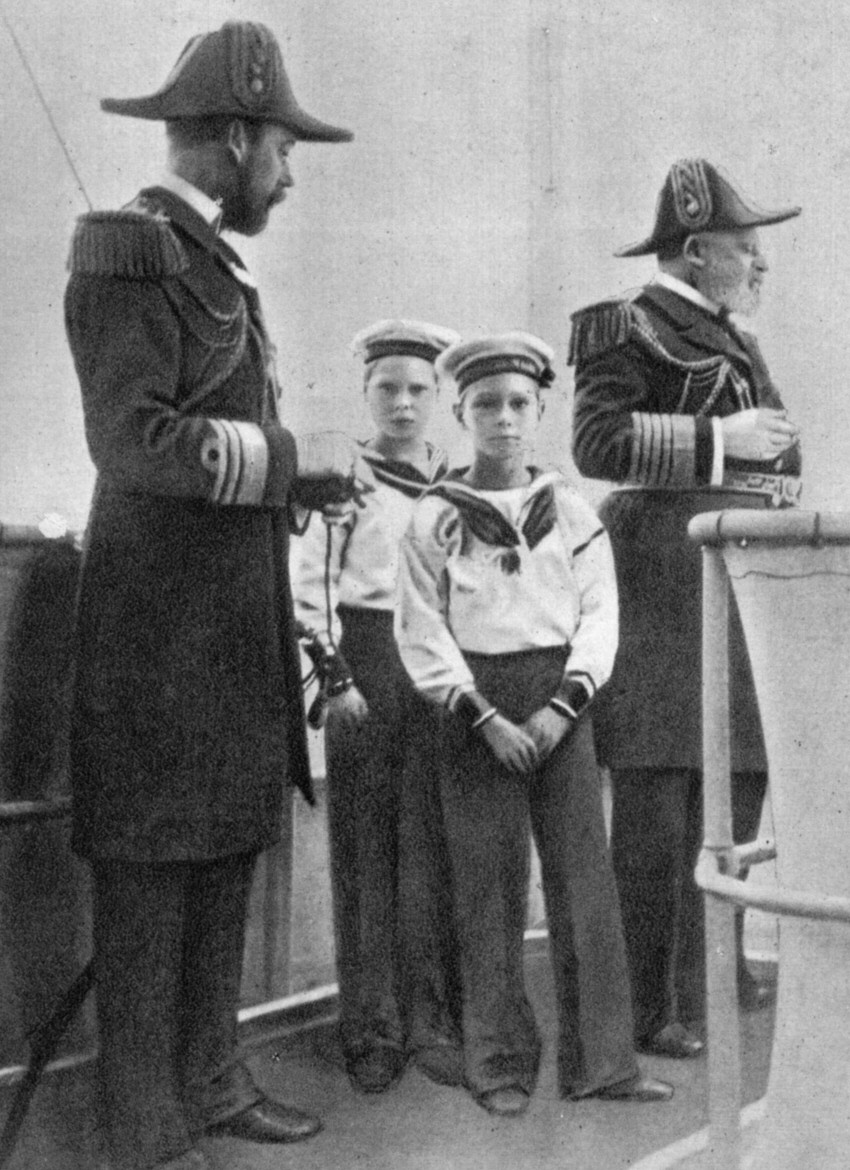
Quatre rois successifs en 1908 : Édouard VII (à droite), et ses successeurs (de gauche à droite) : son fils George de Galles et ses petits-fils les princes Édouard et Albert.

Il céda la résidence estivale d'Osborne House située sur l'île de Wight à l'État et continua de vivre à Sandringham. Il avait les moyens d'être magnanime ; son secrétaire particulier, Lord Knollys, avança qu'il était le premier héritier créditeur à monter sur le trône. Les finances d'Édouard VII étaient gérées par Dighton Probyn, le contrôleur de la Cour, suivant les conseils de banquiers juifs amis d'Édouard comme Ernest Cassel, Maurice de Hirsch et la famille Rothschild. À une époque où l'antisémitisme était répandu, Édouard attira les critiques liées à ses amitiés publiques avec des Juifs.
Édouard VII et Alexandra furent couronnés dans l'abbaye de Westminster le 9 août 1902 par l'archevêque de Cantorbéry Frederick Temple. Le couronnement était initialement prévu pour le 26 juin, or Édouard VII fut diagnostiqué avec une appendicite le 24 juin. Cette maladie, généralement pas traitée chirurgicalement, était souvent fatale. Les progrès de l'anesthésie et l'asepsie au cours du XIXe siècle permirent de la soigner plus efficacement et de réduire le risque de mort. Frederick Treves, avec l'aide de Joseph Lister, réalisa l'intervention, radicale pour l'époque, consistant à drainer l'appendice infecté à travers une petite incision. Dès le lendemain, Édouard VII fut capable de s'asseoir et de fumer un cigare. Deux semaines plus tard, la presse annonça que le roi était hors de danger. Treves fut honoré par le titre de baronnet (ce qu'Édouard VII avait décidé avant d'être opéré) et la chirurgie de l'appendicite devint une pratique médicale courante.

### Premières mesures
Édouard VII redécora les palais royaux, réintroduisit des cérémonies traditionnelles, comme la cérémonie d'ouverture du Parlement, que sa mère avait délaissée, et créa de nouveaux ordres comme celui du mérite pour récompenser les contributions dans les arts et les sciences. En 1902, le chah de Perse, Mozzafar-al-Din, visita le Royaume-Uni et s'attendait à être nommé dans l'ordre de la Jarretière. Édouard VII refusa de lui décerner cet honneur car il s'agissait de sa responsabilité personnelle et le secrétaire d'État des Affaires étrangères, Henry Petty-FitzMaurice, l'avait accordé sans son accord. Édouard VII était également réticent à faire entrer un musulman dans un ordre de chevalerie chrétien. Son refus menaça d'endommager les tentatives britanniques pour renforcer leur influence en Perse. Édouard VII en voulait à ses ministres d'avoir essayé de réduire ses prérogatives. Il céda finalement ; le Royaume-Uni envoya une ambassade spéciale au chah pour le faire entrer dans l'Ordre l'année suivante.

### Politique étrangère

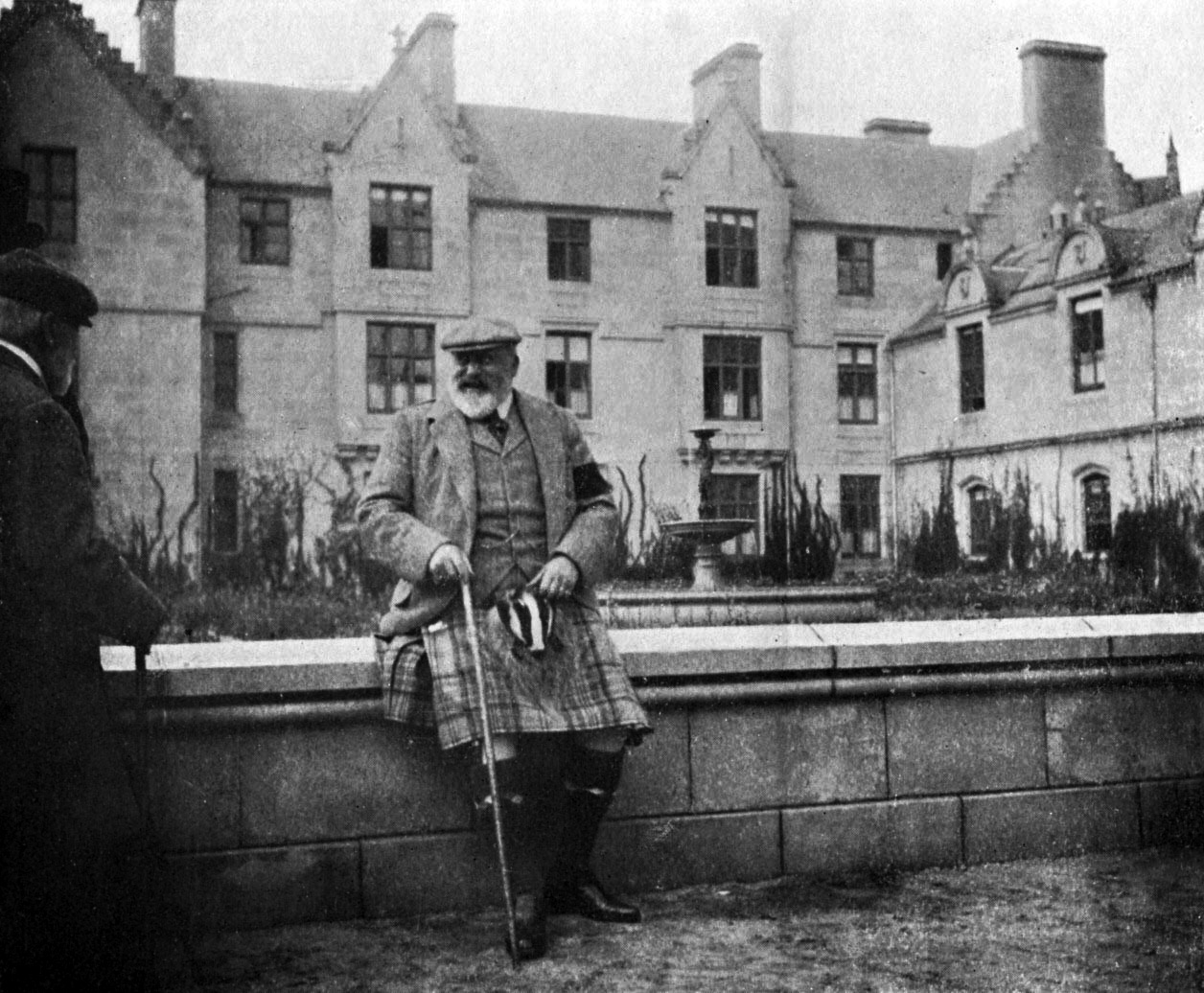
Édouard VII se détendant au château de Balmoral en 1908, photographié par son épouse Alexandra.

Devenu roi, Édouard VII s'intéressa particulièrement à la politique étrangère et aux questions militaires. Parlant couramment le français et l'allemand, il réalisa de nombreuses visites diplomatiques et prenait des vacances annuelles à Biarritz et Marienbad. L'un des plus importants voyages de ce type eut lieu du 1er au 3 mai 1903 lorsqu'il rencontra le président français Émile Loubet à Paris. Au retour d'une entrevue avec le pape Léon XIII à Rome, qui aida à poser les bases de l'Entente cordiale, un accord visant à régler les différends coloniaux entre les deux pays et à empêcher toute future guerre entre le Royaume-Uni et la France fut signé. Les négociations furent menées par le ministre français des Affaires étrangères, Théophile Delcassé, et son homologue britannique Henry Petty-FitzMaurice. L'accord final signé à Londres le 8 avril par Petty-FitzMaurice et l'ambassadeur français Paul Cambon marquait la fin de siècles d'antagonisme franco-britannique et du splendide isolement de la Grande-Bretagne ; il permettait également de contrebalancer la puissance grandissante de l'Empire allemand et de son allié austro-hongrois.
Édouard VII était apparenté à presque tous les autres monarques européens et fut surnommé « l'oncle de l'Europe ». Le Kaiser Guillaume II d'Allemagne, le tsar Nicolas II de Russie, le grand-duc Louis V de Hesse, le duc Charles-Édouard de Saxe-Cobourg et Gotha et le duc Ernest-Auguste III de Hanovre étaient ses neveux ; la reine Victoire-Eugénie d'Espagne, la princesse Margaret de Suède, la reine Marie de Roumanie, la reine Sophie de Grèce, l'impératrice Alexandra de Russie, la grande-duchesse Alexandra de Mecklembourg-Schwerin et la duchesse Charlotte de Saxe-Meiningen étaient ses nièces ; Haakon VII de Norvège était à la fois son neveu par alliance et son beau-fils ; Georges Ier de Grèce et Frédéric VIII de Danemark étaient ses beaux-frères ; Albert Ier de Belgique, Charles Ier et Manuel II de Portugal et le tsar Ferdinand Ier de Bulgarie étaient ses cousins germains. Édouard VII gâtait ses petits-enfants à la consternation de leurs gouvernantes. Ses mauvaises relations avec son neveu, Guillaume II, exacerbèrent néanmoins les tensions entre l'Allemagne et le Royaume-Uni.
En avril 1908, durant les vacances annuelles d'Édouard VII à Biarritz, il accepta la démission du Premier ministre britannique Henry Campbell-Bannerman. En rupture avec la tradition, Édouard demanda au successeur de Campbell-Bannerman, Herbert Henry Asquith, de se rendre à Biarritz pour qu'il lui baise la main (en). Asquith s'exécuta mais la presse critiqua la nomination d'un Premier ministre sur un sol étranger. En juin 1908, Édouard VII devint le premier monarque régnant à se rendre en Russie. Une précédente visite en 1906 avait été annulée du fait des mauvaises relations entre les deux pays à la suite de la guerre russo-japonaise, l'incident du Dogger Bank et la dissolution par le tsar de la Douma. À son retour, Édouard VII visita les pays nordiques et devint le premier souverain britannique à se rendre en Suède.

### Seconde guerre des Boers
Édouard VII s'impliqua largement dans les discussions sur la réforme de l'armée, une priorité après les défaites pendant la seconde guerre des Boers. Il soutint la refonte du commandement de l'armée, la création de la Territorial Army et la décision de déployer une force expéditionnaire en France dans le cas d'un conflit avec l'Allemagne. Une réforme de la Royal Navy fut suggérée du fait de l'émergence de sa rivale allemande. Un important débat opposa l'amiral Charles Beresford, favorable à une augmentation des dépenses et un large déploiement de la flotte et le First Sea Lord, à l'amiral John Arbuthnot Fisher défendant le retrait des navires obsolètes et la mise en service des nouveaux dreadnoughts pour défendre les Îles Britanniques. Le roi apporta son soutien à Fisher, en partie parce qu'il détestait Beresford. Fisher annonça sa démission à la fin de l'année 1909 mais la plus grande partie de ses politiques furent conservées. Le roi fut largement impliqué dans le choix de son successeur car la rivalité entre Fisher et Beresford avait divisé la marine et le seul officier qualifié étranger à la dispute était Arthur Knyvet Wilson qui avait pris sa retraite en 1907. Wilson était réticent à l'idée de reprendre du service mais Édouard VII intervint personnellement pour le convaincre, et il devint First Sea Lord le 25 janvier 1910.

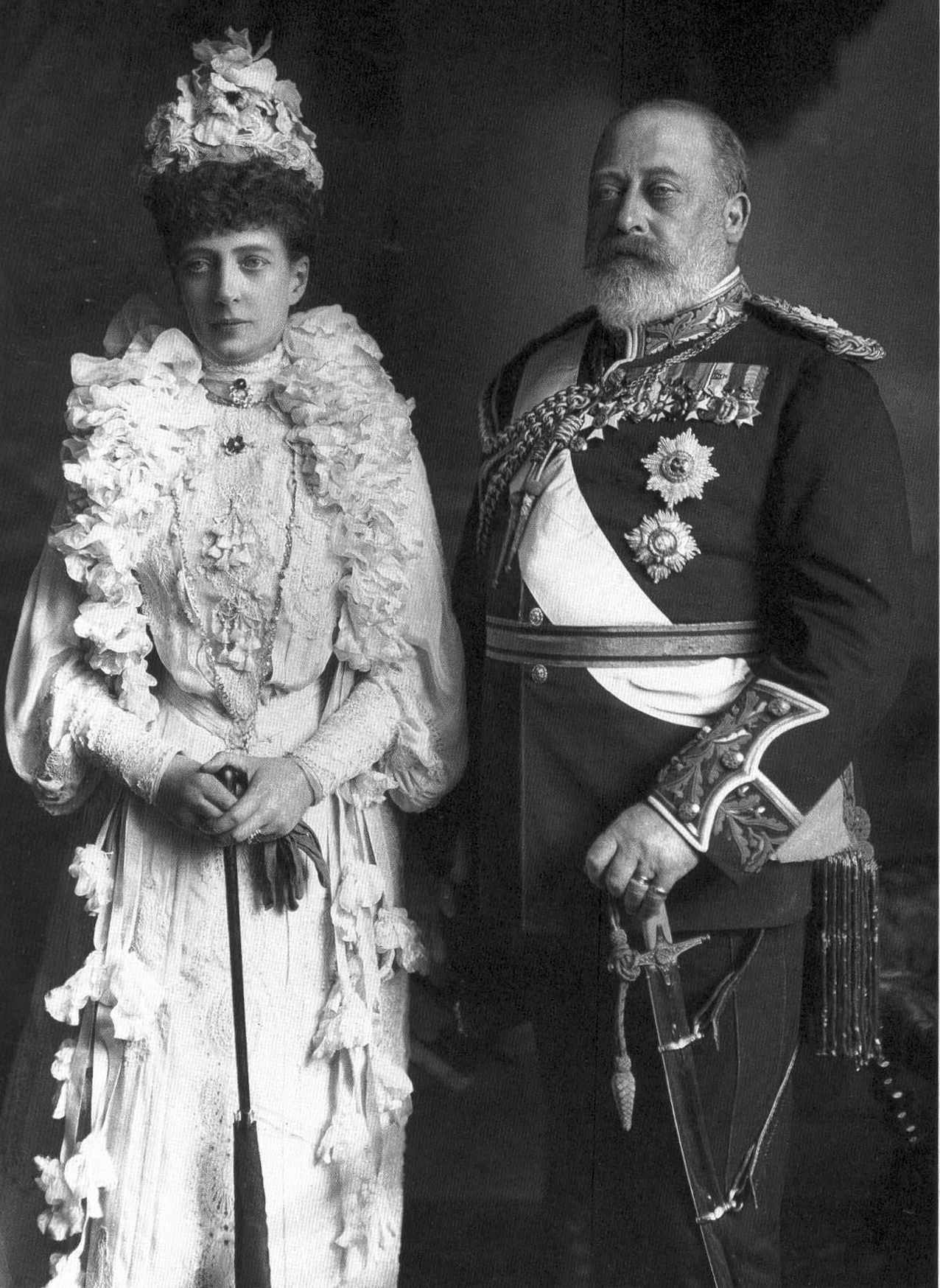
Alexandra et Édouard VII en 1903.

En tant que prince de Galles, Édouard avait eu des relations amicales et respectueuses avec William Ewart Gladstone que sa mère détestait. Le fils de Gladstone, le secrétaire d'État à l'Intérieur Herbert Gladstone, irrita cependant le roi par sa volonté d'autoriser les prêtres catholiques portant leurs costumes ecclésiastiques à transporter les hosties dans les rues de Londres, et en nommant deux femmes, Frances Balfour et Emma Tennant, au sein d'une commission royale chargé de réformer la loi sur le divorce ; Édouard VII considérait que l'on ne pouvait pas discuter du divorce « avec tact ou même décence » devant des femmes. Le biographe d'Édouard VII, Philip Magnus, suggère que Gladstone était peut-être le bouc-émissaire de l'irritation du roi concernant le gouvernement libéral. Gladstone fut renvoyé lors du changement gouvernemental de l'année suivante et le roi accepta avec réticence de le nommer gouverneur général d'Afrique du Sud.

### Opinions politiques libérales
Édouard VII s'intéressait peu à la politique, même si ses opinions étaient assez libérales pour l'époque. Durant son règne, il aurait dit que le mot nigger (« nègre ») était « scandaleux » même s'il était souvent utilisé. En tant que prince de Galles, il avait dû être dissuadé de rompre avec la tradition constitutionnelle en votant ouvertement pour le Representation of the People Act de 1884 qui élargissait le droit de vote, défendu par Gladstone à la Chambre des lords. Sur d'autres sujets, il était moins progressiste. Il n'était ainsi pas favorable au droit de vote des femmes, même s'il suggéra que la réformiste sociale Octavia Hill soit nommée à une commission sur les logements sociaux. Il s'opposa également à une plus grande autonomie pour l'Irlande et lui préférait une forme de double monarchie. La vie luxueuse d'Édouard VII était souvent très éloignée de celle de la majorité de ses sujets mais son charme personnel et son opposition aux discriminations de classes ou d'origines apaisa le républicanisme et les tensions raciales se développant au cours de sa vie.

### Crise constitutionnelle de 1909

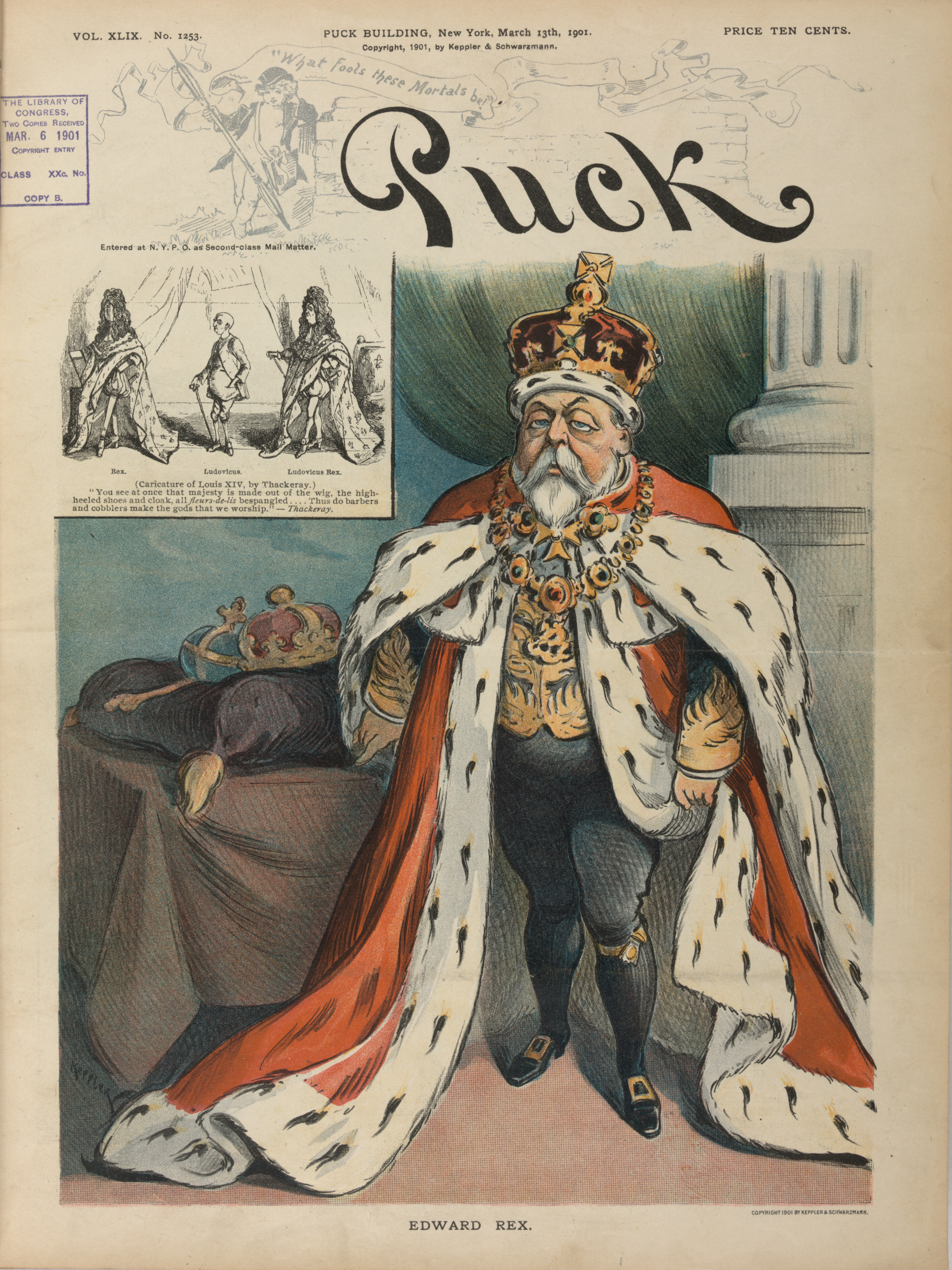
Édouard VII dans une caricature de de France par Thackeray dans le journal satirique Puck le 13 mai 1901.

Vers la fin de son règne, Édouard VII se retrouva impliqué dans une crise constitutionnelle quand la majorité conservatrice à la Chambre des lords refusa de voter le People's Budget présenté par le gouvernement libéral d'Herbert Henry Asquith. La crise entraîna finalement, après la mort d'Édouard VII, le retrait du droit de veto des Lords.
Le roi était mécontent des attaques libérales contre les pairs, dont le discours de David Lloyd George critiquant la richesse des conservateurs, et la demande par Churchill d'élections générales (pour laquelle Asquith s'excusa auprès du conseiller du roi, Lord Knollys, et réprimanda Churchill). Il fut tellement déprimé par cette guerre des classes, même si Asquith lui avait dit que la rancœur de son parti était lié au rejet de la première Home Rule en 1886, qu'il présenta le prince George de Galles au secrétaire d'État à la Guerre, Richard Haldane, comme « le dernier roi d'Angleterre ».
Le cheval du roi, Minoru, remporta le Derby le 26 juillet 1909. Lorsqu'il revint sur le champ de course le lendemain, un homme cria, « vous avez remporté le Derby. Rentrez chez vous et dissolvez ce maudit Parlement ! ». Le roi éclata de rire.
Le roi pressa sans succès les chefs conservateurs Arthur Balfour et Henry Petty-FitzMaurice pour qu'ils votent le budget. Cela n'était pas inhabituel, car la reine Victoria avait aidé à négocier un accord entre les deux Chambres au sujet de la sécularisation de l'Irlande en 1869 et la réforme du suffrage en 1884. Cependant, sur les conseils d'Asquith, il ne leur promit pas l'organisation d'élections, qu'ils allaient probablement remporter, en récompense de ce vote.
La loi de finances fut votée par la Chambre des communes le 5 novembre 1909 mais rejetée par les Lords le 30 novembre ; ils insistèrent pour faire passer une résolution affirmant qu'ils étaient en droit de rejeter cette loi car le gouvernement n'avait pas de légitimé électorale. Le roi était gêné que ses efforts pour faire accepter le budget aient été rendus publics et il interdit à son conseiller Lord Knollys qui était un pair libéral actif de voter pour le budget, même si Knollys avait suggéré que cela serait un geste adapté pour démontrer la volonté royale de voir le budget accepté.
Les élections de janvier 1910 furent dominées par la question du droit de veto des Lords. Durant la campagne, Lloyd George parla de « garanties » et Asquith de « garde-fous » qui seraient nécessaires avant de former un nouveau gouvernement libéral mais le roi informa Asquith qu'il n'était pas prêt à envisager la création de pairs, pour créer une majorité libérale à la Chambre des lords, avant une seconde élection générale,. Certains membres du Cabinet suggérèrent que le droit de créer des pairs soit donné au Premier ministre, une proposition qui causa un certain désarroi au sein de la royauté. Balfour refusa de se prononcer sur sa volonté de former un gouvernement conservateur, mais il conseilla au roi de ne pas promettre de créer des pairs avant d'avoir vu les propositions de changements constitutionnels. Durant la campagne, le chef des conservateurs, Walter Long, avait demandé à Lord Knollys la permission d'affirmer que le roi n'était pas favorable à la Home Rule en Irlande mais Lord Knollys refusa car il n'était pas approprié que les opinions du monarque soient rendues publiques.
Malgré une sévère défaite lors de l'élection, les libéraux parvinrent à former un gouvernement minoritaire avec l'aide des députés irlandais, et ces derniers voulaient supprimer la possibilité de veto des Lords sur la mise en place de la Home Rule en Irlande. Ils menacèrent de voter contre le budget si leurs revendications n'étaient pas acceptées. Asquith révéla alors qu'il n'y avait aucune « garantie » sur la création de nouveaux pairs. Le Cabinet envisagea donc de démissionner et de laisser Balfour essayer de former un gouvernement conservateur. Dans son discours du Trône du 21 février 1910, le roi fit référence à l'introduction de mesures transformant le pouvoir de veto des Lords en une capacité à retarder le passage des législations mais Asquith introduisit la phrase « selon l'avis de mes conseillers » pour que le roi apparaisse comme neutre dans la législation à venir.
Le 14 avril, la Chambre des communes vota pour supprimer le droit de veto des Lords sur les lois budgétaires, pour transformer le veto sur les autres lois en un report de deux ans de la législation et pour réduire le mandat du Parlement de sept à cinq ans. Au cours du débat, Asquith indiqua, pour obtenir le soutien des députés irlandais, qu'il demanderait au roi de mettre un terme à l'impasse « dans ce Parlement » ; cela signifiait qu'il demanderait la création massive de pairs malgré l'affirmation précédente d'Édouard VII qu'il y aurait une seconde élection avant. Le budget fut accepté par les deux Chambres en avril.

### Dégradation de son état de santé

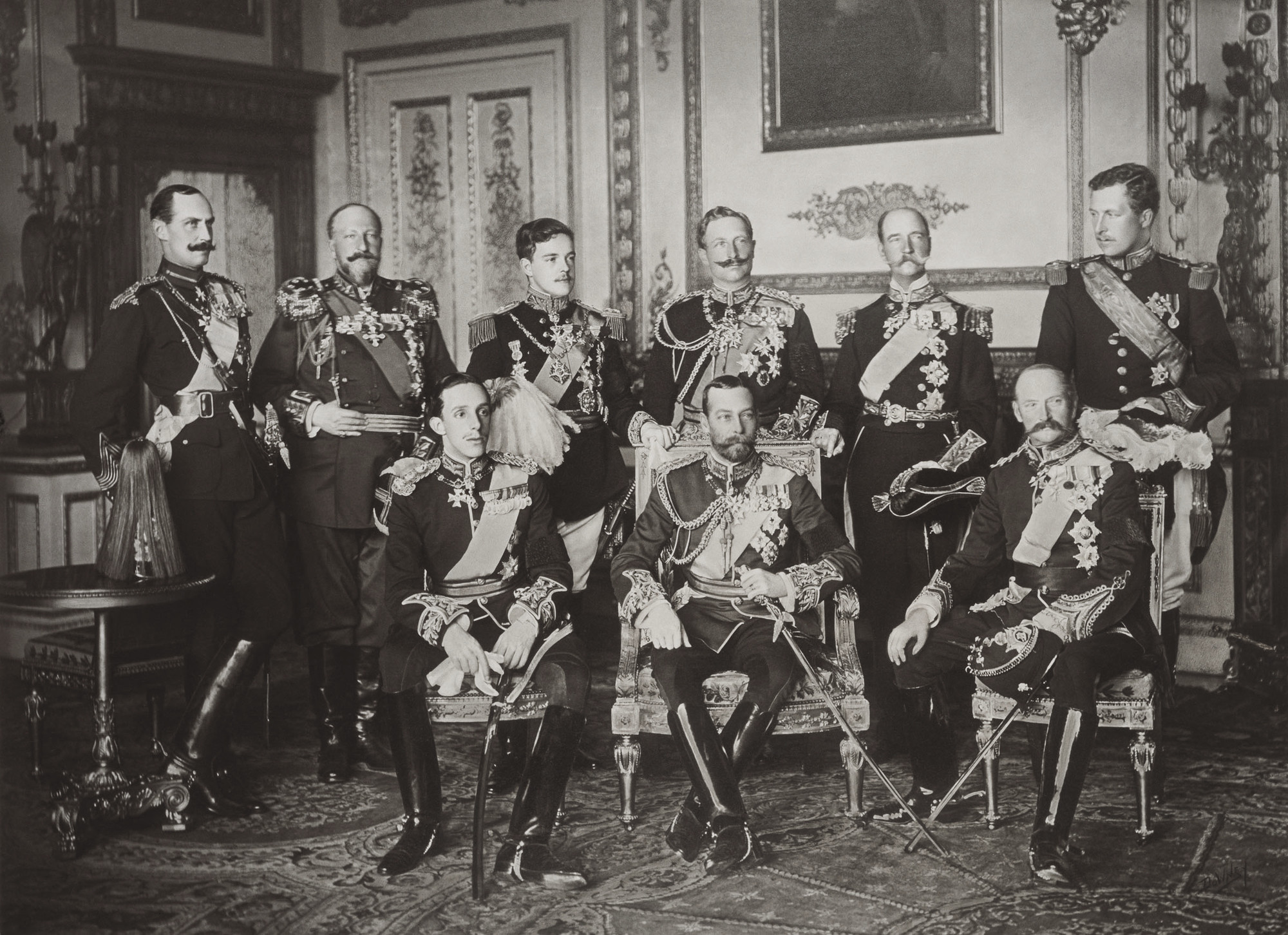
Les neuf souverains européens qui assistèrent aux funérailles photographiés au château de Windsor le 20 mai 1910.
Debout, de gauche à droite : Haakon VII (Norvège), Ferdinand Ier (roi des Bulgares) (Bulgarie), Manuel II (roi de Portugal) (Portugal), Guillaume II (empereur allemand) (Allemagne), Georges Ier (roi des Hellènes) (Grèce) et Albert Ier (roi des Belges) (Belgique).
Assis, de gauche à droite : Alphonse XIII (Espagne), George V (Royaume-Uni) et Frédéric VIII (roi de Danemark) (Danemark).

Édouard VII fumait habituellement 40 cigarettes et cigares par jour. Vers la fin de sa vie, il souffrit de plus en plus de bronchites. En mars 1910, le roi se trouvait à Biarritz quand il s'effondra. Il y resta quelque temps pour récupérer, tandis qu'à Londres Asquith essayait de faire passer la loi budgétaire. La mauvaise santé du roi fut gardée secrète, et il fut critiqué pour rester en France alors que les tensions politiques étaient au plus haut. Le 27 avril, il rentra toujours souffrant au palais de Buckingham. Alexandra revint d'une visite auprès de son frère Georges Ier de Grèce à Corfou une semaine plus tard, le 5 mai.

### Mort du roi et inhumation
Le lendemain, le roi fut victime de plusieurs crises cardiaques. Il refusa de se coucher en déclarant, « Non, je n'abandonnerai pas ; je continuerai ; je travaillerai jusqu'à la fin ». Le prince de Galles lui dit que son cheval, Witch of the Air, avait remporté la course de Kempton Park dans l'après-midi. Le roi répondit « j'en suis ravi » et ce furent ses derniers mots car il perdit conscience à 23 h 30 et fut mis dans son lit. Quinze minutes plus tard, après une courte agonie, le roi Édouard VII mourut, à l'âge de 68 ans. Son fils, le prince de Galles, lui succéda sous le nom de George V.
Le 20 mai, son cercueil fut emmené dans Westminster Hall où il fut exposé au public, et des centaines de personnes défilèrent devant celui-ci pour rendre un dernier hommage au souverain. Après des funérailles nationales, le roi fut inhumé dans la chapelle Saint-Georges du château de Windsor. Dans The Guns of August, Barbara W. Tuchman décrivit ainsi ses funérailles : « jamais tant de grands de cette terre ne s'étaient encore trouvés ainsi réunis, jamais plus ils ne devaient l'être sous cette forme ». En effet, neuf souverains européens et un grand nombre de nobles dont beaucoup étaient apparentés au défunt étaient rassemblés pour cet événement.

## Héritage

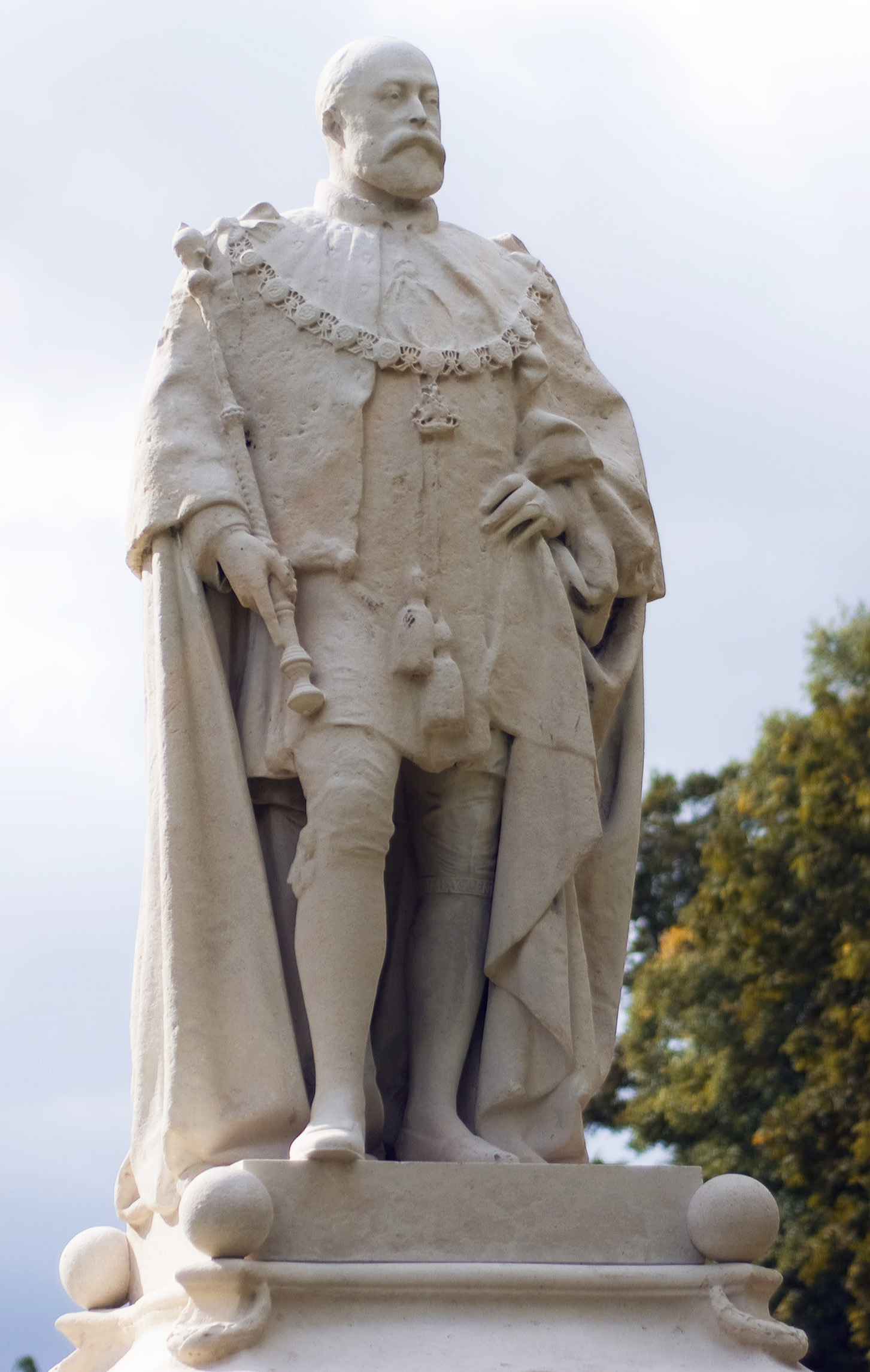
Statue d'Édouard VII devant le palais de Holyrood à Édimbourg.

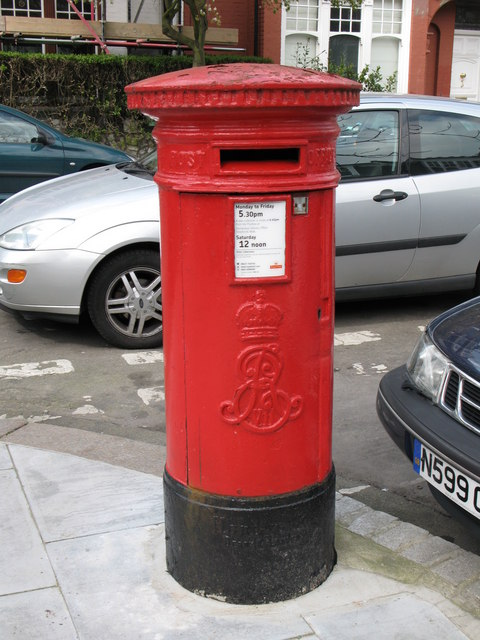
Les boîtes aux lettres avec le monogramme d'Édouard VII sont très communes au Royaume-Uni. Cet exemple se trouve dans le quartier de Belsize Park à Londres.

En tant que roi, Édouard VII se révéla bien plus efficace qu'espéré. Il était déjà âgé et n'eut pas le temps d'assumer complètement son rôle. Au cours de son règne, il s'assura que son second fils et héritier, George, fût préparé pour devenir roi. Ses contemporains décrivirent leur relation comme étant plus celle de deux frères que celle d'un père et d'un fils et à la mort d'Édouard VII, George V écrivit dans son journal qu'il avait perdu son « meilleur ami et le meilleur des pères… Je ne me suis jamais disputé avec lui. J'ai le cœur brisé et je suis submergé par le chagrin ». Édouard VII fut critiqué pour son apparent hédonisme mais fut largement félicité pour son affabilité, ses bonnes manières et ses talents de diplomate. Comme son petit-fils l'écrivit, « son côté léger… obscurcissait le fait qu'il était à la fois perspicace et influent ». John Boynton Priestley nota qu'il « était un grand amateur des plaisirs de la vie mais qu'il avait également un profond sens du devoir ». Reginald Brett écrivit qu'il était « gentil et débonnaire sans manquer de dignité — mais trop humain ». Édouard VII fut surnommé le « pacificateur » mais s'inquiétait que son neveu, l'empereur allemand Guillaume II, ne pousse l'Europe dans la guerre. Quatre ans après sa mort, la Première Guerre mondiale éclata et les réformes navales, l'alliance franco-britannique et les relations au sein de sa famille élargie furent mises à l'épreuve.
Édouard VII a donné son nom à plusieurs lieux comme l'île du Prince-de-Galles et le mont King Edward au Canada, le pic King Edward aux États-Unis, le King Edward Point en Géorgie du Sud et la rue Kingsway à Londres. La King Edward VII School fondée en 1902 à Johannesbourg en Afrique du Sud, le parc Eduardo VII à Lisbonne et le King Edward Medical University de Bombay en Inde sont quelques structures nommées en son honneur. En tant qu'initiateur de l'Entente cordiale, son nom a également été donné à une place, un théâtre, une rue et un square à Paris.
La Royal Navy a donné son nom à la classe de cuirassés King Edward VII composée des HMS King Edward VII, Commonwealth, Hindustan, Britannia, Dominion, New Zealand, Africa et Hibernia.
Édouard est resté prince héritier pendant 59 ans et 73 jours, une durée qui a été battue le 22 avril 2011 par Charles de Galles, l'actuel Charles III. Comme le titre de prince de Galles ne coïncide pas avec la position d'héritier, il est resté le plus long détenteur de ce titre avec 59 ans et 45 jours jusqu'en 2017 ; Charles porte ce titre pendant 64 ans, 44 jours.
Édouard VII a été joué à l'écran par :
- Stuart Holmes dans le film Jack l'Éventreur (1944) ;
- Ian Murray dans le film La VRP de choc (1956) ;
- Laurence Naismith dans le film Les Procès d'Oscar Wilde (1960) ;
- James Robertson Justice dans le film Mayerling (1968) ;
- Reginald Marsh dans le film Les Griffes du lion (1972) ;
- Lockwood West dans l'épisode Guest of Honour de la série Maîtres et Valets (1972) ;
- Edward Hardwicke dans la série The Pallisers (en) (1974) basée sur les romans d'Anthony Trollope ;
- Derek Francis (en) dans la série La Chute des aigles (1974)
- Timothy West dans la série Edward the King (1975). Dans les premiers épisodes, il était joué enfant par Simon Gipps-Kent (en) et adolescent par Charles Sturridge ;
- Ronnie Barker dans un épisode de la série The Two Ronnies (en) (1976) ;
- Victor Langley dans le film Meurtre par décret (1979) ;
- Peter Ustinov dans la série Strumpet City (1980)
- Wensley Pithey dans l'épisode The Asquiths de la série Number 10 (1983) ;
- Ian McNeice dans le film 1871 (1990) ;
- Joss Ackland dans l'épisode Incident at Victoria Falls de la série Sherlock Holmes (1991) ;
- David Westhead dans le film La Dame de Windsor (1997) ;
- Michael Gambon dans le téléfilm The Lost Prince (en) (2003) ;
- Simon Russell Beale dans le téléfilm The Young Visiters (2003)
- Peter Whittington dans l'épisode The Sewer King de la série documentaire Les Sept Merveilles du Monde Industriel (2003) concernant les égouts de Londres ;
- Mac Jackson (bébé), puis Laurie Shepherd (enfant) dans la série Victoria (2016) ;
- Eddie Izzard dans Confident royal (2017).

## Titres, honneurs et armoiries

### Titres
- 9 novembre - 8 décembre 1841 : Son Altesse Royale le duc de Cornouailles et de Rothesay ;
- 8 décembre 1841 - 22 janvier 1901 : Son Altesse Royale le prince de Galles ;
  - 17 janvier 1850 - 22 janvier 1901 : comte de Dublin ;
- 22 janvier 1901 - 6 mai 1910 : Sa Majesté le roi ;
  - Sa Majesté Impériale le roi-empereur (de l'Inde britannique).

### Honneurs
- 9 novembre 1858 : chevalier de la Jarretière ;
- 24 mai 1867 : chevalier du Chardon.

### Armoiries
En tant que prince de Galles, George portait les armoiries royales du Royaume-Uni différenciées par un écu des armoiries de Saxe et un lambel de trois points argent. Lors de son règne, il portait les armoiries royales non-différenciées.

Armoiries du prince Édouard de Galles.
Armoiries d'Édouard VII.
Armoiries d'Édouard VII (en Écosse).

### Décorations étrangères
- Collier de l'ordre de Saint-Hubert (Bavière).
- Chevalier de l’ordre de l'Éléphant (Danemark).
- Chevalier de l'ordre de la Toison d'or (Espagne).
- Grand-croix de l'ordre de Charles III d'Espagne (Espagne).
- Grand officier de la Légion d'honneur (Empire français).
- Chevalier grand-croix de l'ordre de Saint-Étienne (Hongrie).
- Chevalier grand-croix de l'ordre suprême de la Très Sainte Annonciade (Italie).
- Grand collier de l'ordre de la Tour et de l'Épée (Portugal).
- Grand-croix de l'ordre de l'Aigle noir (royaume de Prusse).
- Collier de l'ordre de Carol Ier (royaume de Roumanie).
- Chevalier de l'ordre des Séraphins (Suède).
- Chevalier d'honneur de l'ordre souverain de Malte.